# Heinrich Emil Timerding
Heinrich Carl Franz Emil Timerding (Estrasburgo, 23 de janeiro de 1873 – Braunschweig, 30 de abril de 1945) foi um matemático alemão.

## Vida
Timerding obteve um doutorado em Estrasburgo em 1894, orientado por Theodor Reye, com a tese Über die Kugeln, welche eine cubische Raumcurve mehrfach oder mehrpunktig berühren. Foi professor da Seefahrtschule em Elsfleth, e a partir de 1909 foi professor de matemática aplicada em Braunschweig. Escreveu um artigo sobre geometria de corpos rígidos em 1901 na Encyklopädie der mathematischen Wissenschaften. Foi eleito em 1918 membro da Academia Leopoldina.

## Publicações selecionadas
- Aufgabensammlung zur Projektiven Geometrie, Sammlung Göschen.
- Über die Kugeln, welche eine cubische Raumcurve mehrfach oder mehrpunktig berühren. R. Schultz & co, Strassburg 1894 (Digitalisat).
- Geometrie der Kräfte. Teubner, Leipzig 1908 (Digitalisat).
- Die Theorie der Kräftepläne, eine Einführung in die graphische Statik. Teubner, Leipzig 1910 (Digitalisat).
- Die Erziehung der Anschauung. Teubner, Leipzig 1912.
- Die Fallgesetze. Teubner, Leipzig 1912 (Digitalisat).
- Handbuch der angewandten Mathematik. Band 1. Praktische Analysis. Band 2. Darstellende Geometrie. Teubner, Leipzig 1914.
- Die Analyse des Zufalls. 1915 (Digitalisat) – Gutenberg-eText (TeX PDF).
- Sexualethik. Teubner, Leipzig 1919 (Digitalisat).
- Der goldene Schnitt. 1919.
- Robert Mayer und die Entdeckung des Energiegesetzes. 1925.